# Rezerwat przyrody Kozie Kąty
Rezerwat przyrody Kozie Kąty – leśny rezerwat przyrody w gminie Skawina, w powiecie krakowskim, w województwie małopolskim. Znajduje się na terenie Nadleśnictwa Myślenice, w północno-zachodniej części kompleksu leśnego o nazwie Las Bronaczowa, w pobliżu przysiółka Rozparka wsi Radziszów.

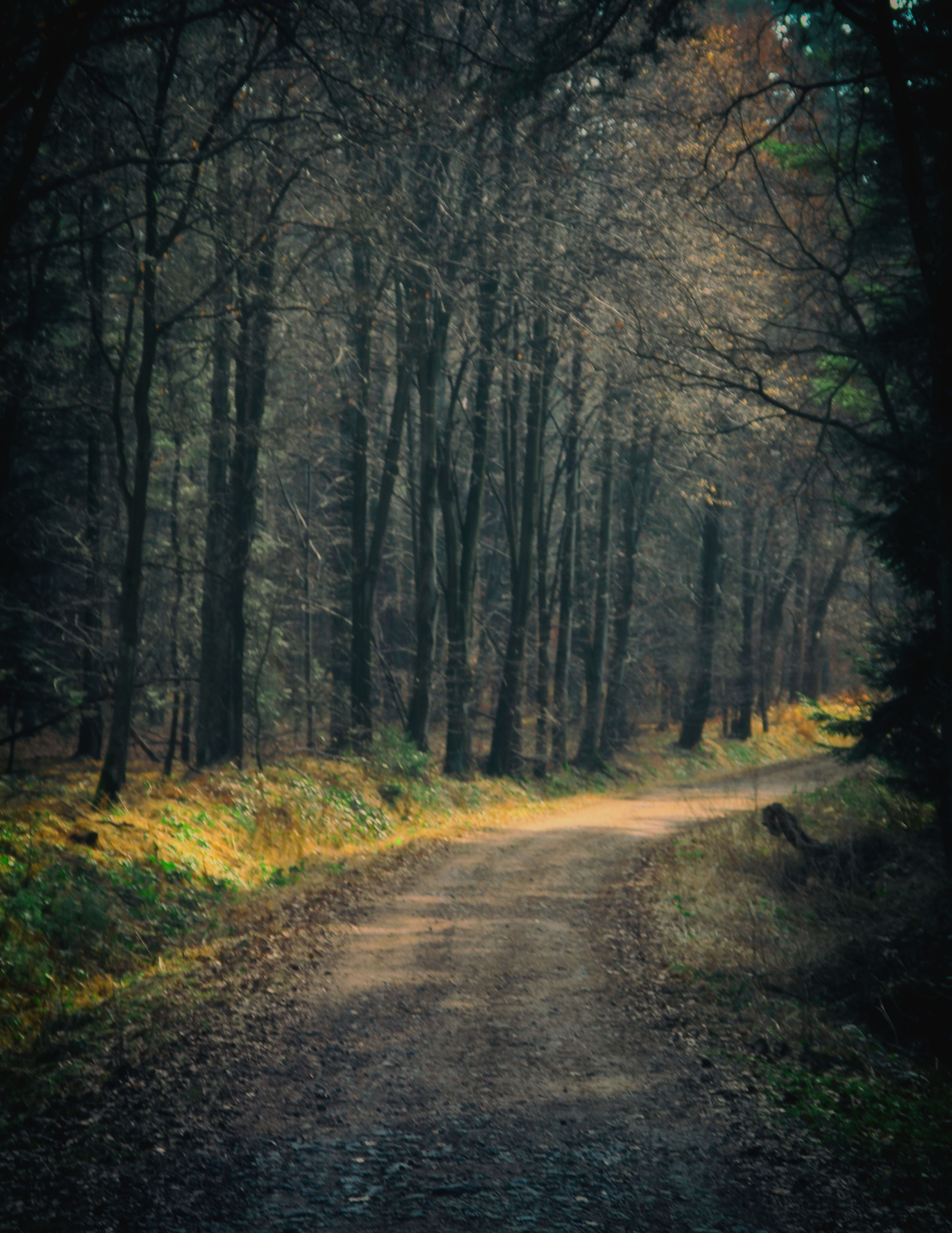
Rezerwat przyrody Kozie Kąty

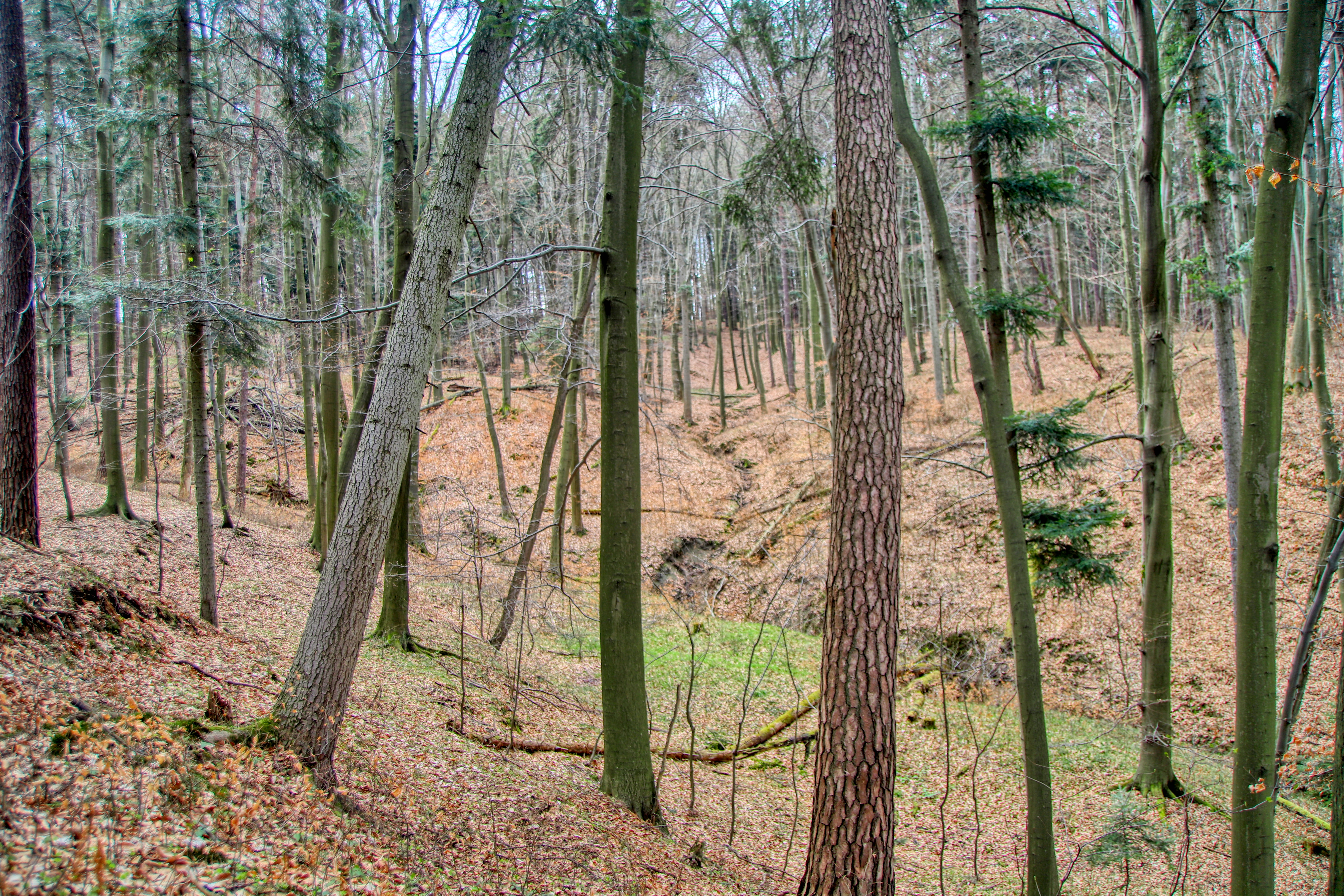
Drzewostan w rezerwacie "Kozie Kąty"

Zajmuje powierzchnię 24,21 ha. Został powołany Zarządzeniem Ministra Ochrony Środowiska i Zasobów Naturalnych z 3 marca 1989 roku (M.P. z 1989 r. nr 9, poz. 77, § 4). Według aktu powołującego, celem ochrony jest zachowanie fragmentu drzewostanu mieszanego o charakterze naturalnym z udziałem jodły w zachodniej części Pogórza Wielickiego.
Zespoły leśne jakie tu występują to: buczyna karpacka, kwaśna buczyna niżowa, grąd i fragmenty antropogennych zbiorowisk zbliżonych do boru mieszanego.
W runie rezerwatu rośnie około 40 gatunków roślin naczyniowych. Do najczęściej występujących zalicza się: paprocie – wietlica samicza i nerecznica krótkoostna oraz kosmatka owłosiona, borówka czarna, szczawik zajęczy, turzyca drżączkowata i konwalijka dwulistna. Z roślin chronionych (lub dawniej chronionych) występują tu m.in.: parzydło leśne, kopytnik pospolity, podrzeń żebrowiec, skrzyp olbrzymi, wawrzynek wilczełyko, bluszcz pospolity, lilia złotogłów, ciemiężyca zielona.
Licznie występują tu ptaki chronione.